# Schreiberwand
Schreiberwand är en bergsrygg i Österrike. Den ligger i förbundslandet Oberösterreich, i den centrala delen av landet, 220 km väster om huvudstaden Wien. Schreiberwand ligger 2 637 meter över havet.
Den högsta punkten i närheten är Hoher Dachstein, 2 995 meter över havet, 2,3 km söder om Schreiberwand. Närmaste större samhälle är Schladming, 14 km sydost om Schreiberwand. 